# 近未來通信
株式会社近未來通信（きんみらいつうしん、英称：KINMIRAI TSUUSHIN INC.）は、東京都にあった電気通信事業者。2011年に経営破綻した。

## 事業内容
国際電話用プリペイドカードの販売に加え、固定電話より通話料の安いIP電話を展開すると謳っていた。国内外に独自の中継局を設置し、他社の電話網とネットをつないで格安料金で通話サービスを提供。アパートの一室などに設ける中継局の通信用サーバーの設置費用を出資した「オーナー」には、電話利用者が払う利用料から配当を払い、2年で資金回収が可能としていた。
多くの新聞に「オーナー」募集の全面広告が度々掲載されており、法人・個人、さらにはどこに住んでいるかに関係なく参加できる制度で、「オーナー」が支払う投資額は、加盟金などを含め1件あたり最低約1,100万円。更には同時期、“カラーキャンディ”というブランドでフランチャイズオーナーを募った。

## 事業実態
2006年8月29日、読売新聞が「近未來通信が配当の大半を他の投資家の資金で賄っていた」と報じた。9月19日には同紙が続報で、「営業役員が還元金から配当せず、投資家から集めた資金から経費を差し引いた上で、適当な数字をでっちあげて配当金を支払っていた」と報じた。報道の影響で11月以降は配当金の支給がストップ。11月12日の朝日新聞によると、総務省が電気通信事業法による強制力に基づく報告を11月9日までに求めたが、期日までに十分な回答を行っていない。11月20日には読売新聞が「近未來通信本社閉鎖、2支店も電話通じず」と報じ、11月26日に総務省は立ち入り検査を行った。
11月15日までに社長を除く全役員が辞任し、また営業社員全員を解雇したことも明らかになった。社会保険料や都税の滞納などでも滞納処分を受けた。
11月30日の朝日新聞により、「国内外の中継局2,466台のうち、実際に稼動しているのは僅かに7台に過ぎず、2005年7月期売上高（151億円）の中で通信業務による収入は3億円、固定電話の契約者数は587人のみ」という状態であったことが明らかになった。オーナー募集以外の、サービス自体の宣伝は全く行われておらず、資金繰りも自転車操業という経営状態であり、消費税や源泉所得税、法人事業税や法人都民税、KDDIの回線使用料が滞納状態となっていることも判明。同日にKDDIの回線が契約解除により利用停止となり、サービス提供は不可能となった。
日本経済新聞によると12月2日被害者弁護団が東京都内で投資家に対する初の説明会を開催、同社について破産を申し立てる方針が明らかとなった。12月4日には警視庁が詐欺の疑いで本社や社長宅などを捜索。12月20日、同社と社長の石井優に対して破産手続き開始が決定。東京地方裁判所より破産管財人には鈴木銀治郎弁護士（第一東京弁護士会、隼国際法律事務所）が選任された。
第1回債権者集会は2007年5月30日に開催され、財産は3,000万円程度しか確保できなかったことが明らかになった。報道の影響を受け、石井が海外に2億5千万円ほどの大金を持って渡航していたことが関係者により明らかとなった。それにより、12月4日に捜索した際に会社の預金残高が数百円しか無かった。石井は後に国際刑事警察機構を通じて警視庁捜査2課から国際手配された。かつて金の現物まがい商法・ペーパー商法で被害を与えた豊田商事事件の再来という見方もある。
2010年7月24日、被害対策弁護団（紀藤正樹団長）が石井が中国に潜伏している可能性があるとして、10万元の懸賞金を出すことを発表した。

## 沿革
- 1997年12月1日 - 毛皮コート、ジュエリー等の販売を目的に有限会社エクセルジャパンとして設立。当時は事業目的に通信事業に関する事項は無かった。
- 1998年8月 - 株式会社新日本通信に組織変更。
- 1999年1月 - 株式会社近未來通信に商号を変更。
- 2006年8月 - 所得隠し事件が発覚。
- 2006年11月20日 - 本社、東北支社を閉鎖。他の支社も連絡がとれない状況となる。
- 2006年12月4日 - 警視庁などが詐欺容疑で本社などを家宅捜索。
- 2006年12月6日 - 債権者より東京地裁へ破産申し立てを受ける。
- 2006年12月20日 - 東京地裁より法人としての社及び石井優社長の破産手続き開始を決定。
- 2007年5月30日 - 債権者集会を午後1時30分より開催。
- 2009年11月26日 - 警視庁捜査第二課、日置専務他6人の幹部社員を詐欺容疑で逮捕（うち2人は起訴、4人は処分保留で釈放）。
- 2011年3月30日 - 破産手続廃止決定。

## 主な商品
- 中継局オーナー制度 - 売上高の98%
- Pocketline（携帯電話ダイヤラー）
- TVfone（IPテレビ電話）
- IPfone（IP電話アダプター）
- TVfone evo（IPテレビ電話）
- TVfone adomo（IPテレビ電話）
- TVfone adomo II（IPテレビ電話）
- グローバルカード等

## 営業所
- 本社
  - 東京都中央区日本橋浜町2-31-1 浜町センタービル14階
- 北海道支店
- 東北支店
- 中部支店
- 関西支店
- 九州支店
- ソウル支店
- ロサンゼルス支店

## 広告戦略
- 女優や元プロ野球選手などを起用して広告展開していた。テレビでは通話料の安さを売りにしたIP電話のCMを流していた一方、新聞や雑誌等では投資家募集の広告を頻繁に掲載し、事業に信用を付与することにマスコミが一定の役割を担っていた。
- プロ野球マスターズリーグ・札幌アンビシャスのチームスポンサーであった。
- 2006年には冠大会として女子プロゴルフトーナメント「近未來通信クイーンズオープンゴルフトーナメント」を主催。2007年以降は開催しないことが決まり、1回限りで終了した。

## 関連子会社
- 株式会社近未來ビデオコム
- 株式会社トッププレイヤー
- 株式会社ルーデ
- 株式会社日本ニュードメイン - .npも参照。
- 株式会社ペーパーカンパニー
- 株式会社グッドタイム

など